# Tempes
Tempes (in greco Τέμπη?) è un comune della Grecia situato nella periferia della Tessaglia (unità periferica di Larissa) con 15 439 abitanti secondo i dati del censimento 2001
Il comune è stato istituito a seguito della riforma amministrativa detta Programma Callicrate in vigore dal gennaio 2011 che ha abolito le prefetture e accorpato numerosi comuni.